# Petr Rýgr
Petr Rýgr (* 7. července 1961 Trutnov) je český výrobce cínových betlémů, spisovatel, skaut, disident a provozovatel rodinného výčepu v Přibyslavi u Nového Města nad Metují. Do historie se zapsal uveřejněním inzerátu s blahopřáním Ferdinandu Vaňkovi (Václav Havel) na stránkách komunistického Rudého práva.

## Život
V dětství navštěvoval skautský oddíl a dle vlastních vzpomínek nesl velmi těžce, když byl skaut v období normalizace zakázán. V této životní etapě však navázal korespondenční komunikaci se spisovatelem Jaroslavem Foglarem, který mladému Petru Rýgrovi dokonce zasílal strojopisy svých děl. Středoškolská léta strávil Petr Rýgr v Dobrušce, kde si pronajal malou chalupu. V ní začal pořádat přátelská setkání a koncerty. Nejvýznamnějším bylo vystoupení tehdy zakázaného písničkáře Pepy Nose. Následně se vydal "na zkušenou" do Prahy.
Je autorem dvou knih o historii Orlických hor.